# Guangzhou-Fiat
Guangzhou-Fiat est une coentreprise créée entre le groupe italien Fiat Auto S.p.A. et la société chinoise GAIC pour la fabrication en Chine de véhicules de tourisme Fiat.
À la suite d'un premier accord conclu en 2007 pour la production de moteurs Fiat Powertrain Technologies, le nouvel accord signé en juillet 2009 concerne la constitution d'une coentreprise égalitaire dont le siège social est à Guangzhou (Canton), pour la fabrication et la commercialisation, en Chine, de voitures de tourisme de marque Fiat de Fiat Group Automobiles. La coentreprise aura une capacité de production de 175 000 voitures par an dans une première étape.
Les dirigeants chinois de Guangzhou Automobiles attendent surtout un transfert technologique et de savoir-faire pour la conception et la fabrication du premier modèle de la marque chinoise qui, jusqu'à présent, n'a assuré que l'assemblage de modèles Honda et Toyota pour le marché chinois. L'autorisation de l'État chinois aux constructeurs locaux de poursuivre une activité dans la construction automobile sera fonction de leur capacité à devenir autonomes. Guangzhou est un des plus importants constructeurs chinois de voitures.
Lorsque la nouvelle entité sera opérationnelle, Fiat n'importera plus ses modèles Fiat Linea, Bravo II et Grande Punto depuis l'Italie mais les produira localement.
La nouvelle usine a été inaugurée en avril 2012 et le 28 juin 2012 est sortie la première voiture produite en série : une Fiat Viaggio.
En janvier 2013, il est annoncé que GAC Fiat s'élargit également pour inclure Chrysler et que GAC Fiat construit une nouvelle usine d'assemblage à Guangzhou pour la production de produits Jeep,.
En janvier 2015, GAC Fiat a été rebaptisé GAC Fiat Chrysler.
En janvier 2022, Stellantis a annoncé son intention de prendre une participation majoritaire de 75 % dans la coentreprise. GAC a rapidement répondu qu’aucun accord formel visant à modifier la coentreprise n’avait été signé. En juillet, Stellantis a annoncé qu'en raison de l'absence de progrès dans sa tentative de prendre une plus grande participation dans l'entreprise, elle mettait fin à la coentreprise avec GAC. Stellantis prévoyait de fermer les opérations de production locales et de se tourner vers l'importation de véhicules Jeep sur le marché chinois. Plus tard cette année-là, la coentreprise a déposé son bilan,.

## La gamme Fiat Auto commercialisée en Chine
Fiat, à travers le réseau constitué avec son partenaire Guangzhou, commercialise depuis 2010 en Chine les modèles :
- Fiat 500 (2007) : à l'origine les modèles étaient en provenance de l'usine polonaise Fiat Poland mais depuis mai 2011, ils proviennent de l'usine mexicaine de Toluca, là même où sont fabriqués les modèles vendus sur le continent américain, nord et sud.
- Fiat Freemont : en provenance du Mexique.
- Fiat Viaggio : production chinoise locale, commercialisée à partir de septembre 2012.
- Fiat Ottimo : production locale chinoise, présentée au Salon de Guangzhou de novembre 2013, commercialisée à partir du 1er mars 2014.
- Jeep Cherokee : production locale depuis octobre 2015.
- Jeep Renegade : dont la production locale est annoncée à partir de 2016.

### Anciens modèles européens commercialisés en Chine
- Fiat Bravo II : en provenance d'Italie.